# Heinrich Remigius Bartels

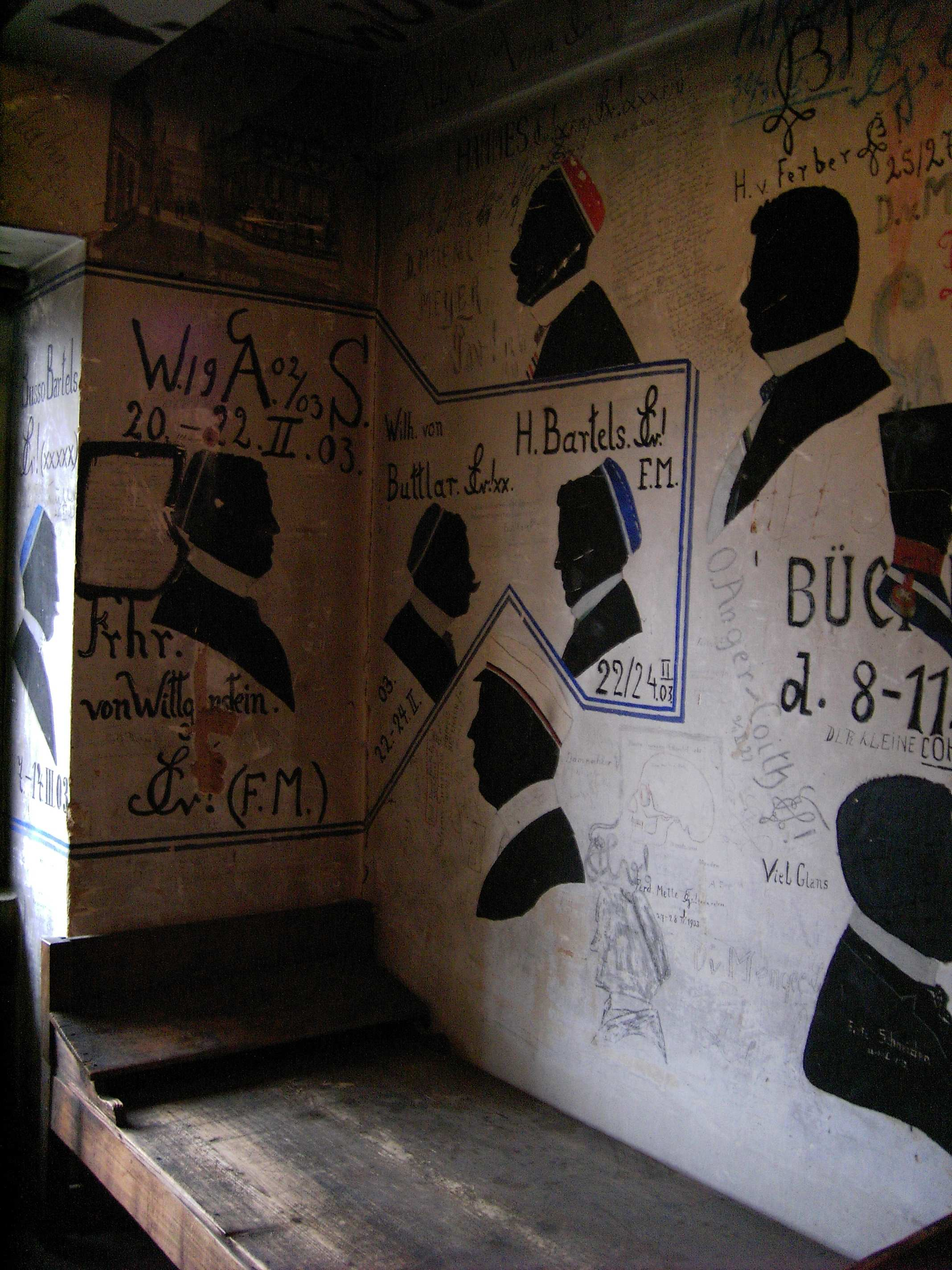
Göttinger Karzer mit Silhouette von Bartels

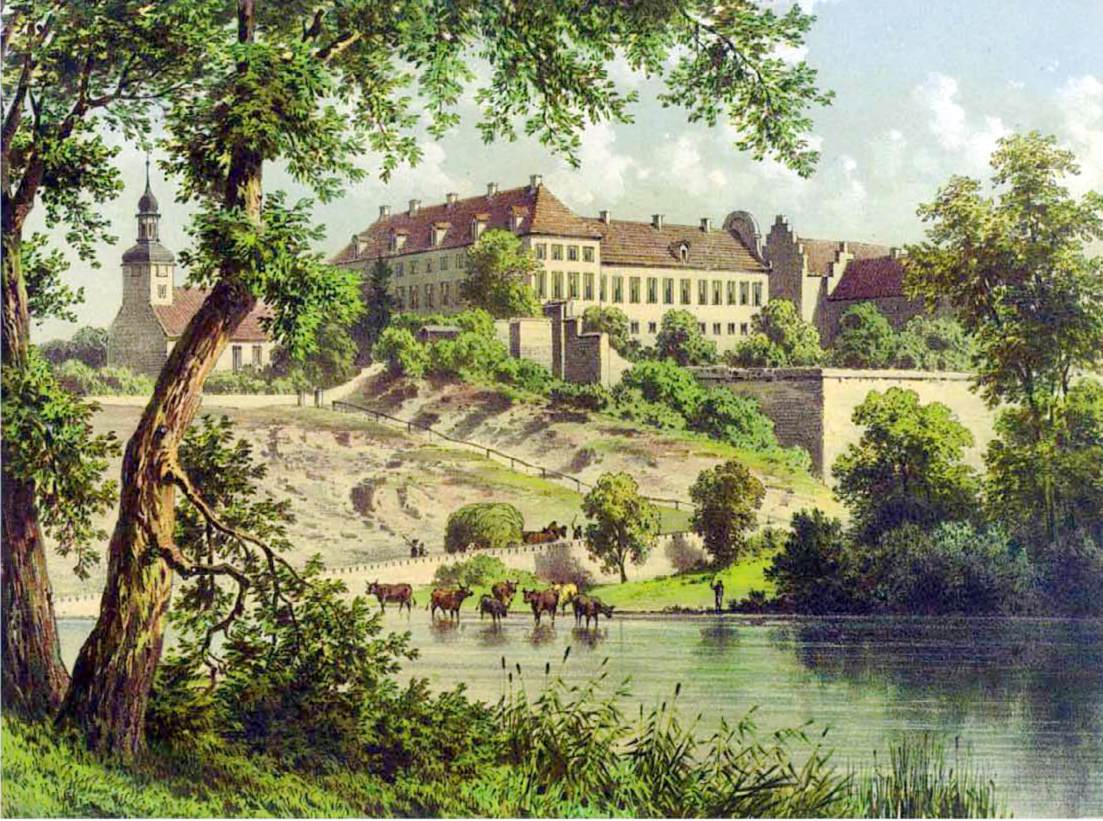
Schloss Walbeck um 1860, Sammlung Alexander Duncker

Heinrich Remigius Bartels (* 6. September 1880 in Schleswig; † 6. Januar 1958 in Göttingen) war ein deutscher Rittergutsbesitzer und Parlamentarier.

## Leben
Heinrich Remigius Bartels studierte Rechtswissenschaften an der Georg-August-Universität Göttingen. 1902 wurde er Mitglied des Corps Saxonia Göttingen. Vom 22. bis 24. Februar 1903 verbüßte er eine Karzerstrafe. Nach dem Studium trat er in den preußischen Staatsdienst ein. Das Regierungsreferendariat absolvierte er bei der Regierung in Merseburg, wo er 1910 das Regierungsassessor-Examen bestand. 1912 nahm er als Regierungsassessor seinen Abschied aus dem preußischen Staatsdienst. Seitdem lebte er auf seinem Rittergut Walbeck (Hettstedt).
Am Ersten Weltkrieg nahm Bartels als Rittmeister der Reserve des Ulanen-Regiments Nr. 16 teil. Als Regiments-Adjutant des Landwehr-Regiments Nr. 27 wurde er im August 1914 schwer verwundet. Zum Ende des Kriegs war er beim Stab der 36. Infanterie-Division.
Am 24. Oktober 1917 wurde Bartels im Wahlkreis Merseburg 5 (Mansfelder Seekreis, Mansfelder Gebirgskreis, Stadtkreis Eisleben) in das Preußische Abgeordnetenhaus nachgewählt, dem er bis zum 15. November 1918, dem Ende der Legislaturperiode, angehörte.
Nach dem Zweiten Weltkrieg seines Gutes enteignet, lebte er zunächst in Naumburg (Saale) und zuletzt in Göttingen. Er war verheiratet mit Maria Ruth von Funcke. Der Rittergutsbesitzer und Landrat Busso Bartels war sein Vetter.